# باول هوفر (لاعب كرة قدم أمريكية)
باول هوفر (بالإنجليزية: Paul Hofer)‏ هو لاعب كرة قدم أمريكية أمريكي، ولد في 13 مايو 1952 في ممفيس في الولايات المتحدة.

## وصلات خارجية
- باول هوفر على موقع مرجع كرة القدم المحترفة.كوم (الإنجليزية)